# Rapsodie
Rapsodie je původně literární pásmo, které bylo vytvořeno z úryvků starořeckých homérských eposů a které bylo přednášeno (recitováno či předzpěvováno) tzv. rapsódem. Později se z této původní literární formy vyvinula lyrická nebo i epická báseň vzletného či vznešeného obsahu a formy.

## V hudbě
V hudbě obvykle jde o volnou instrumentální skladbu s výrazně dramatickým obsahem. Melodické části se střídají s rytmickými.

### Známé hudební rapsodie
- Rapsodie v modrém od George Gershwina
- Uherská rapsodie od Ference Liszta
- Rapsodie č. 1 pro housle a orchestr od Bély Bartóka
- Bohémská rapsodie od kapely Queen
- Španělská rapsodie od Maurice Ravela

## Přenesené významy
Slovo má i další přenesené významy a jako takové se v jiném kontextu dost často vyskytuje i v názvech různých literárních a audiovizuálních uměleckých děl.